# Azul de Coomassie
El azul de Coomassie (en inglés, Coomassie blue o Coomassie brilliant blue) es un colorante derivado del trifenilmetano. Originalmente se utilizó en la industria textil, pero actualmente se emplea principalmente en bioquímica para teñir proteínas en geles de electroforesis, por ejemplo del tipo SDS-PAGE, y en la estimación de concentraciones de proteína empleando el método de Bradford. 
Ambas aplicaciones se basan en la capacidad de este colorante para unirse a todo tipo de proteínas.